# Onoba carpenteri
Onoba carpenteri is een slakkensoort uit de familie van de Rissoidae. De wetenschappelijke naam van de soort is voor het eerst geldig gepubliceerd in 1885 door Weinkauff.